# Štědrá bába
Štědrá bába či vrtibába, označovaná též přízvisky klokavá, klovcová nebo šťuchává, byla v české lidové kultuře postava nadělující o Vánocích dárky, patřící mezi takzvané středozimky. Byla představována převlečenou ženou, někdy i mužem, oděnou například v bílé prostěradlo a čapí masku. Kromě přinášení darů také prováděla různé žerty a hrozila metlou.
Známa byla například v Krkonoších a Podkrkonoší, ve Škodějově byla tato tradice živá ještě v 50. letech 20. století. Podle Čeňka Zíbrta ve Vysokém nad Jizerou děti věší na Štědrý večer pro Štědrou bábu punčochy co nejblíže dveřím, ta nikdy nevstoupí do světnice a nelze ji tak spatřit, na Boží hod ráno v nich naleznou dárky, zlobivé děti ale mohou například dostat zmrzlé brambory. Existují také snahy o obnovu tohoto zvyku, například v Tanvaldu.
Štědrá bába je také název rozhlasové pohádky Marie Kubátové z roky 1993.